# Magie Faure-Vidot
Magie Faure-Vidot (auch: Maggie Vijay-Kumar, Magic Mags; * 1958 in Victoria) ist eine französischsprachige Dichterin aus den Seychellen. Ihre Werke wurden auch in Englisch und Seychellenkreol veröffentlicht. Sie ist eine der regionalen Leiterinnen der Organisation Motivational Strips, eines Schriftstellerforums mit Mitgliedern in 167 Ländern und wirkte als Herausgeberin des Journals SIPAY. Die Zeitschrift ist eine nationale Zeitschrift des Department of Culture der Regierung der Seychellen. Faure-Vidot ist auch Mitglied des Institut Académique de Paris und der Académie Internationale de Lutèce. Sie wurde vielfach ausgezeichnet, unter anderem mit dem Coupe de la Ville de Paris, Lyre d’honneur und Silber- und Bronze-Medaillen in verschiedenen internationalen literarischen Wettbewerben, und sie war Repräsentantin für ihr Heimatland bei zahlreichen internationalen Poetry festivals und anderen Initiativen.

## Leben
Magie Faure-Vidot hatte in den Vereinigten Staaten, im Libanon, in England, Italien und Frankreich gelebt, bevor sie letztlich in die Seychellen zurückkehrte. Dort begründete sie das online Review-Magazin Vents Alizés mit und wirkte als Herausgeberin, sowie den Online-Verlag Edisyon Losean Endyen. Beide Unternehmen führt sie zusammen mit dem ungarischen Dichter Károly Sándor Pallai. Ihre Werke werden regelmäßig in Seychelles Nation und The People veröffentlicht und sie ist die Chef-Herausgeberin und Direktorin von Sipay, des einzigen internationalen Literaturmagazins der Seychellen.
Gedichte wurden auch in die internationale Anthologie Amaravati Poetic Prism in Indien aufgenommen. 2017, 2018, und 2019 wurde sie mit dem Seychelles Arts Award in Literatur ausgezeichnet. Außerdem schreibt sie für Spirit of Nature (2019) und die Opa Anthology of Poetry 2019.
Sie ist Mitglied der World Nations Writers Union (WNWU) in Kasachstan. Sie ist Regional Director for East Africa and Asia und Vorstandsmitglied von Motivational Strips. 2019 wurde sie mit dem Peacock of opinion, Superior Excellence ausgezeichnet. Sie ist Mitglied der Hispanic World Writers Union UHE und deren Präsidentin für die Seychellen sowie Continental Coordinator für Afrika.
Ihre Werke wurden 2018 in der Anthologie Family Eternal Treasure veröffentlicht. Sie hat an verschiedenen internationalen Konferenzen in Luxemburg, Mauritius, La Reunion, an den Veranstaltungen Poetic Prism in Vijayawada, Andhra Pradesh, Isisar Kolkata und Frankreich teilgenommen und ihre Arbeiten wurden in mehrere Sprachen übersetzt.

## Werke
Als Herausgeber
- SIPAY GLOBAL LITERARY JOURNAL. (Mai 2009 bis Dezember 2021)
- Whispers of Souls/Murmures des Ames. Les Editions du NET, Frankreich, Februar 2020.

Gedichtbände
- The Enchanting Rebirth / Une Renaissance Magique. Arthee Editions 2019.
- L’Oasis des mots., Victoria, Edisyon Losean Endyen 2016.
- Rêves créoles. Victoria, Edisyon Losean Endyen 2012.
- Flamme mystique. Victoria, Yaw Enterprises, 2011.
- L’âme errante. Victoria, Printec Press Holdings 2003.
- Un grand cœur triste. Paris, La Pensée Universelle 1983.

## Ehrungen
- Peace Award Dr. Juan Carlos Martinez. Peru 21. September 2022.
- Medaille Independence of India Juli 2022, Gujarat Sahitya Academy.
- Appreciation Sir Richard Francis Burton. UHE, Peru 2022.
- Golden Eagle. UHE Juli 2022.
- Award of the Renewal of Presidente Nacional de Escritotes. UHE: Seychelles 2020–2022.
- SILVER ESCUDOS DE PLATA 2021, UHE-Independence Day Honour mit der Gujarat Sahitya Academy 2021.
- WORLD POETIC PILLARS AWARD 2020/2021, World Nation Writers’ Union (WNWU) Juni 2021.
- GOLDEN EAGLE-humanistic Excellence UHE, Juni 2021.
- Intellectual Humanity Order of Excellence WCHHD, 5. April 2021.
- CESAR VILLEJO Award. UHE, Dezember 2020.
- Medaille Kairat Duissenov Parman 28. Dezember 2020.
- PARAGON OF HOPE RADIO/TV Canada und HERA FOUNDATION, New York, Juli 2020.
- For Merits to the Development of World Literature. 1150. Jubiläum al-Fārābī.
- Botschafterin für Humanity and humanitarian development für das Waheed Centre for Humanity and Humanitarian Development von Prinz Waheed, WCHHD, Ghana 27. April 2020.
- World Award of Literary Excellence Regierung von Peru mit der Union Hispanomundial De Escritores, Motivational Strips and World Nations’ Writers’ Union (WNWU), Februar 2020.
- PEACOCK o PINION, SUPERIOR EXCELLENCE. Motivational Strips.
- Order of Shakespeare Medal Motivational Strips, Oktober 2019.
- World Poetic Star – Excellence in the field of World Literature. World Nations Writers’ Union (WNWU) Kasachstan
- Botschafterin des World Institute of Peace of Nigeria, Juli 2019.
- Global Literature Guardian Award Motivational Strips. 2018.
- Mitgliedschaft der World Nations Writers’ Union Kasachstan 2018.
- Botschafterin der Menschlichkeit von Uman Baba Musah und Prinz Waheed Musah, Ghana.